# Jan Długosz
Jan Długosz (latinul: Johannes Dlugossius vagy Johannes Longinus), (Brzeżnica, 1415. december 1. – Krakkó, 1480. május 19.) latin nyelven író késő középkori lengyel történetíró és diplomata. A középkori lengyel krónikairodalom betetőzője és a lengyelországi humanista történetírás első alakja.

## Élete
Długosz – avagy „művésznevén” Longinus – 1415-ben született a lengyelországi Brzeżnicán középnemesi család sarjaként. Igen fiatalon, már 1428-ban beiratkozott a krakkói egyetemre, melyet 1431-ben el is végzett, s rögtön Zbigniew Oleśnicki krakkói püspök szolgálatába állt püspöki jegyzőként. Pályája igen gyorsan ívelt felfelé, ugyanis 1434-ben már megkapta a klobuczki plébánia javadalmait, majd két évvel később, huszonegy évesen krakkói kanonoki stallumot kapott a püspöktől, de csak 1440-ben szentelték pappá.
Długosz a kezdetektől élvezte Oleśnicki bizalmát, s pappá szentelése évében (1440) elkísérte a püspököt és a lengyelt királyt, Ulászlót Székesfehérvárra, annak magyar királlyá koronázására. Długosz ekkor leírta a koronázóvárost, mely leírások fontos forrásként szolgálnak a koronázási szertartás menetéről és az akkori királyi városról egyaránt. Tőle tudjuk azt is, hogy Géza fejedelem nyughelye a székesfehérvári Szent Péter és Szent Pál-templom volt.
A krakkói egyházatya ekkor már szoros kapcsolatot ápolt Vitéz János pécsi püspökkel, s feltehetőleg Długosz is ismerte Oleśnicki révén a magyar humanizmus kezdeményeit.
Az 1440-es években a püspök bizalmi embereként, s titkáraként fontos levéltári anyagokba pillantott be, melyeket fel is használt történeti műve megírásához. Ezek mellett több fontos diplomáciai küldetést is teljesített. Így 1448-ban Itáliába küldték, ahová Magyarországon keresztül vezetett az útja, s ugyanazon az úton tért vissza hazájába. 1449-ben Hunyadi János és Jan Jiškra között közvetített békét, majd egy év múlva Rómába, s utána rögtön a Szentföldre zarándokolt. 1455-ben meghalt pártfogója, Oleśnicki bíboros, s néhány évre a királyi udvarból is távoznia kellett. 1460 körül a magyar burzában (kollégiumban) lakott. 1463-ban visszatért: hamarosan újabb diplomáciai utakat teljesített, miközben már a királyi ifjak nevelését is rábízták. Így a tizenhárom éves háború lezárásakor a Német Lovagrenddel, 1467-ben Podjebrád Györggyel folytatott tárgyalásokat, s ez utóbbi halála után 1471-ben neveltjét, a fiatal Ulászlót is elkísérte Prágába, s részt vett a koronázásán. Utoljára 1478-ban járt Magyarországon. Nem sokkal később, 1480. május 19-én hunyt el Krakkóban, mikor már lwówi érsekké nevezték ki, de az ordinációt már nem élte meg.

## Irodalmi munkássága
Történetírói, irodalmi munkássága igen széles körű volt, így találhatók neve alatt szentéletrajzok, javadalom-összeírások és kisebb-nagyobb történeti művek. Két szentéletrajzát ismerjük: Szent Szaniszlóét és Szent Kunigundáét. Jelentős műve a Liber beneficiorum dioecesis Cracoviensis, mely a történészek számára felbecsülhetetlen forrásul szolgál. Első történeti műve a Banderia Prutenorum, mely az 1410-es grünwaldi csatáról szól, csak az első volt a többi hasonló terjedelmű munka mellett. Legjelentősebb alkotása azonban az Annales Regni Poloniae, melyet 25 éven keresztül írt egészen haláláig.
Annales írói tevékenysége, s egyéb irodalmi alkotásai már túlmutatnak a sematikus középkori egyházi történetíráson, bár még első műveit szintén az egyház szolgálatba állította. Kedveli és beilleszti művébe a humanista leveleket, nem veti meg a szóbeli beszámolókat, sőt, mint Livius, gyakran kritikával illeti azokat. Személytelen vagy passzív mondataival az objektivitás látszatát akarja kelteni, de tollát politikai érdekek szolgálatába állítja. A hazaszeretet, s még inkább a Jagelló-ház iránti elkötelezettsége nagyban befolyásolja történeti művének kicsengését.
Nála nem kitalált családfa, s római leszármazás erősíti az uralkodóházat, mint később Bonfininél, hanem az események más, szebb színezetű köntösben való tárgyalása. Długosz, bár életrajza szerint itáliai tartózkodása során inkább a közkézen forgó történeti műveket gyűjtötte (Liviust, Sallustiust és Florust mindenképp – nem kizárt Plutarkhosz Nagy Sándor és Caesar életrajzfordításának ismerete sem), ismerte a latin irodalom más, kötött ritmikájú alkotásait, s szerzőit, hogy csak a legismertebbeket említsem: Horatiust, Vergiliust, Ovidiust, vagy a prózai Cicerót. Długosz monumentális alkotása mindenképp előképe annak a Krakkóban és ezzel párhuzamosan Magyarországon kialakuló humanizmusnak, mely a 15. század végén, illetve a 16. század első felében teljesedett ki Közép-Európában.

## AzAnnales Regni Poloniaekeletkezése és felépítése
Nemcsak a legjelentősebb, de legmonumentálisabb alkotása is Długosznak az Annales Regni Poloniae. Műve megírására Oleśnicki sarkallta az akkor még fiatal kanonokot, mivel látta képességeit és tudását. A bíboros mellett kiváló lehetősége is volt erre, mivel állandó bejárása volt a levéltárba, és állandóan bővítette tudásanyagát is. Itáliai tartózkodása során megismerkedett a klasszikus római történetírókkal, s ami beszerezhető volt, azt magával is hozta. A német lovagrenddel való kapcsolatából több porosz krónika került kezébe, s amellett, hogy latinra fordíttatta ezeket, megtanult németül is. Az Annales írásához azonban csak a bíboros halála után 1455-ben fogott hozzá. A mű első változata 1458 és 1461 között készülhetett el, de élete végéig bővítette, csiszolgatta azt. Alkotását a már elhunyt Oleśnickinek ajánlotta.
A történeti munka 12 könyvre oszlik, melyek valamilyen jelentős eseménnyel kezdődnek és zárulnak. A szerző ezek mellett egy bevezetőt és egy zárófejezetet is illesztett művéhez, hogy így kövesse a mintául szolgáló Titus Liviust. A bevezetőben tárgyalja műve megírásának tényezőit, forráskezelésére vonatkozó tudnivalóit.
A könyveket Lengyelország úgynevezett chorographiája, azaz földrajzi leírása előzi meg, így egyesek az első lengyel földrajztudósnak is nevezik Długoszt. Ezután kezdődik az első könyv, mely a pogány kor történetét tárgyalja. A második könyv (965–1038) a kereszténység felvételével kezdődik és a pogányságot követők száműzetését tárgyalja. A harmadik könyv (1039–1081) Kázmér visszatérésétől II. Boleszláv király haláláig veszi sorra az eseményeket. A negyedik könyvben (1082–1139) a történet egészen III. Boleszlávig jut el. Az ötödik könyv (1140–1173) IV. Boleszláv haláláig vezet. A hatodik könyv (1174–1240) III. Mieszko uralkodásától egészen a tatárjárásig tart. A hetedik könyv (1241-1295) a tatárjárással kezdődik és IV. Henrik haláláig jut el. A nyolcadikban (1295–1299) koronázzák királlyá II. Przemysł nagy-lengyel fejedelmet – ez egyébként az Annales legrövidebb könyve. A kilencedik könyvben (1300–1370) a Łokietek-dinasztia uralmát tárgyalja III. Nagy Kázmér haláláig. A tizedikben (1370–1409) sorra veszi azokat a tényezőket, melyek a Német Lovagrenddel történő nagy háborút megelőzik, s melyek a grünwaldi csatához vezetnek. A tizenegyedik könyvben tárgyalja a csata eseményeit (1410), s ez a könyv egészen Jagelló Ulászló haláláig, s az ifjú III. Ulászló trónra léptéig tart (1434). Az utolsó, tizenkettedik könyv pedig az 1434 és 1480 közt lezajlott eseményeket foglalja magába (Ulászló magyarországi királysága; várnai csata; a tizenhárom éves háború a Német Lovagrenddel).
Długosz a lengyel őstörténettől kezdve saját koráig írta meg nemcsak országa, hanem egész Közép- és Kelet-Európa történetét. A könyvek – mint a cím is mutatja – annalisztikus rendben, azaz évekre lebontva tárgyalják az eseményeket, így minél közelebb ér szerzőnk saját korához, annál kevesebb évet tárgyal egy könyvben. A legrészletesebben az 1410-es évvel foglalkozik, amelyben pártfogója, az akkor még „pályakezdő” Oleśnicki szerepét emeli ki (tudniillik ő volt az, aki Ulászló királyt megmentette egy felé tartó német dárdától). Ám nem csak kiadta összegyűjtött forrásait, hanem az eseményekhez történeti magyarázatot is fűzött.
A mű forrásai nagyjából az 1385-ös évig csupán oklevelek, feljegyzések és évkönyvek. Bottló Béla tanulmányában rámutat arra, hogy ettől kezdve azonban már „hiteles tanúvallomásokat” és beszámolókat is közre ad, illetve azok alapján dolgozik. Ennek következtében az események történeti értékelését politikai értékelés váltotta fel. Ez főként az utolsó három könyvre jellemző, s az is nagyban Oleśnicki hatására történt.

## Történészi viták munkásságával kapcsolatban
A lengyel történészi szakmán belül jelentős viták vannak Jan Długosz munkásságának értékelésével, írásai hitelességével, különösen a legnicai csata leírásával kapcsolatban. A történészek egyik csoportja megbízható forrásnak értékeli az írásait. Szerintük Długosz rendelkezett egy mára elveszett korabeli forrással, onnan vette leírásának színes részleteit. Mások kimondottan, egészében ellenzik az Annales Regni Poloniae történelmi forrásként történő felhasználását. A szakemberek harmadik csoportja pedig szelektíven viszonyul munkásságához: egyes adatait, állításait, értelmezéseit elfogadják, másokat pedig elvetnek.

### Długosz az interneten
Długosz művei digitális formában, de latinul, vagy lengyelül olvashatók az interneten. A leginkább értékelhető honlap a CBN Polona honlapja, azaz a Nemzeti Digitális Könyvtár.
http://www.polona.pl Archiválva 2013. június 14-i dátummal a Wayback Machine-ben